# Troy Shaw
Troy Shaw (* 6. Oktober 1969) ist ein ehemaliger englischer Snookerspieler aus Staffordshire, der zwischen 1991 und 2003 für zwölf Saisons Profispieler war. In dieser Zeit gewann er das zweite Event der Strachan Challenge 1993 und erreichte Rang 74 der Snookerweltrangliste.

## Karriere
Ende der 1980er-Jahre nahm Shaw mehrmals an der U21-Amateurweltmeisterschaft teil, wobei er 1989 bis ins Halbfinale kam. Im selben Zeitraum nahm Shaw regelmäßig an Events der WPBSA Pro Ticket Series teil, allerdings ohne wirklichen Erfolg. Eine weitere Gelegenheit zur Qualifikation für den Profistatus im Rahmen der Professional Play-offs 1989 verpasste er ebenfalls. Erst als zur Saison 1991/92 die Profitour für alle Spieler geöffnet wurde, wurde Shaw schließlich Profispieler. In den ersten zwei Spielzeiten konnte Shaw regelmäßig die Hauptrunde erreichen, selten in solchen aber Spiele gewinnen. Bei der Benson and Hedges Championship 1992 und den British Open 1993 erreichte er immerhin das Achtelfinale. Sein größter Erfolg war aber der Turniersieg beim zweiten Event der Strachan Challenge 1993. Dort hatte er unter anderem Eddie Charlton, Alex Higgins und Peter Francisco besiegt, mit einem Sieg über Brian Morgan das Finale erreicht und dort schließlich das Turnier mit einem klaren 9:4-Sieg über Nigel Bond gewonnen. Diese Erfolge führten ihn auf Rang 77 der Weltrangliste.
Nachdem er in der nächsten Saison zusätzlich das Halbfinale eines weiteren Strachan-Challenge-Events und die Hauptrunde der UK Championship erreicht hatte, verbesserte sich Shaw auf der Rangliste auf Platz 74, die beste Platzierung seiner Karriere. In den folgenden drei Saisons schied er jedoch fast immer noch in der Qualifikation aus, wodurch er aus den Top 130 herausrutschte. Danach konnte sich Shaws Form jedoch auf einem besseren Niveau einpendeln, wobei er es immerhin in unregelmäßigen Abständen nun schaffte, eine Hauptrunde zu erreichen. So gelang ihm noch der Sprung auf Platz 83. Mitte 2003 wurde er aber nur noch auf Platz 94 geführt, wodurch er seinen Profistatus verlor. In den nächsten zwei Saisons versuchte Shaw, sich über die Challenge Tour wiederzuqualifizieren, was aber nicht zum gewünschten Ergebnis führte.

## Erfolge
| Ausgang       | Jahr | Turnier                           | Finalgegner  | Ergebnis |
| ------------- | ---- | --------------------------------- | ------------ | -------- |
| Profiturniere |      |                                   |              |          |
| Sieger        | 1993 | Strachan Challenge 1993 – Event 2 | Nigel Bond   | 9:4      |
| Sieger        | 1997 | WPBSA Qualifying School – Event 3 | Mike Hallett | 5:1      |